# Queensbury (Nueva York)
Queensbury es un pueblo ubicado en el condado de Warren en el estado estadounidense de Nueva York. En el año 2000 tenía una población de 25,441 habitantes y una densidad poblacional de 156 personas por km². Queensbury es también la sede de condado del condado de Warren.

## Geografía
Queensbury se encuentra ubicado en las coordenadas 43°21′34″N 73°39′25″O / 43.35944, -73.65694.

## Demografía
Según la Oficina del Censo en 2000 los ingresos medios por hogar en la localidad eran de $47,225, y los ingresos medios por familia eran $54,880. Los hombres tenían unos ingresos medios de $39,260 frente a los $25,036 para las mujeres. La renta per cápita para la localidad era de $24,096. Alrededor del 5% de la población estaban por debajo del umbral de pobreza.